# Toonder Studio's
Toonder Studio's is een animatie- en stripstudio opgericht door Marten Toonder. Het bedrijf richtte zich in eerste instantie op het uitbrengen van stripverhalen, maar begaf zich later ook op het gebied van reclame, merchandising en tekenfilms.

## Geschiedenis
Toonder studio's was een voortzetting van Diana Edition. Het bedrijf was eigendom van de Joodse Oostenrijker Fritz Gottesmann, en Marten Toonder werkte er vanaf 1939. In 1941 werd Toonder vennoot, omdat Gottesmann moest onderduiken. Toonder zou het bedrijf na de oorlog teruggeven, maar Gottesmann werd opgepakt en op 14 augustus 1944 naar Kamp Westerbork getransporteerd. Hij stierf op 25 februari 1945 in het concentratiekamp Mauthausen.
Marten Toonder was aanvankelijk in dienst van Uitgeverij Helmond, maar werd in 1939 zelfstandig, na een door de omstandigheden gedwongen loonsverlaging. Hij vestigde zich in Amsterdam waar hij in 1941, dankzij Polygoon met animatiefilms kon gaan experimenteren. In juni 1942 werd hij compagnon van Joop Geesink. Samen begonnen ze de Toonder-Geesink productie, aan de Amsterdamse Vijzelstraat. In 1943 kondigde zich een splitsing aan, toen Geesink zich meer en meer ging toeleggen op poppenfilms, en Toonder verderging met tekenfilms.
In 1944 begon Geesink zijn eigen studio, en verhuisde Toonder naar de Nieuwezijds Voorburgwal, tegenover de kantoren van De Telegraaf, waar reeds enige jaren zijn strip Tom Poes werd uitgegeven. Zijn kantoor werd dekmantel voor een aantal verzetsorganisaties, en zijn 'Studio no 2' werd vrijwel uitsluitend gebruikt om het ondergrondse blad Metro te drukken.
Na de oorlog ging hij verder vanuit zijn woonhuis aan de Keizersgracht. Inmiddels hadden zijn vader, Marten Toonder senior, en de heer Swaan de leiding mede in handen. De Toonder studio's maakten een gestage groei door, en moesten meerdere malen een ruimer onderkomen betrekken. In 1946 vestigde het bedrijf, inmiddels formeel 'Toonder Studio's NV' geheten, zich aan de Reguliersdwarsstraat. In 1958 verhuisde het geheel naar de Herengracht, vervolgens in 1963 naar de Geldersekade, om ten slotte in 1967 Amsterdam te verlaten voor kasteel Nederhorst in Nederhorst den Berg. Marten Toonder had op dat moment het bedrijf reeds de rug toegekeerd, en leefde teruggetrokken in Greystones (Ierland).
Van 1947 tot 1951 bracht de studio het Tom Poes Weekblad uit. Veel medewerkers daarvan kregen later zelf bekendheid, zoals Piet Wijn, Hans G. Kresse, Han van Gelder en Børge Ring.
De onderneming was een dochterbedrijf van Toonder Group of Companies nv. Het aandeel/certificaat van aandeel van deze moedermaatschappij waren genoteerd aan de parallelmarkt van Euronext. In maart 1998 werden de certificaten van aandelen omgezet in gewone aandelen. In april 2002 is dit bedrijf failliet verklaard; het dochterbedrijf was echter uit de onderneming gehaald. In maart 2010 heeft de Toonder Compagnie de Studio's aangekocht, waardoor de auteursrechten volledig in handen zijn van de erfgenamen van Marten Toonder.

### Verfilmingen door Howard Hughes
Hazeu schrijft in zijn biografie over Toonder dat de Toonder-studio begin jaren vijftig werd bezocht door Howard Hughes, die op dat moment onder de schuilnaam John Howard door Nederland reisde om zaken te doen en nieuw talent te ontdekken. Hughes zou de Bommelstrip in de Volkskrant hebben zien staan, en wilde de strip in Amerikaanse kranten publiceren. Ook dacht hij aan een tekenfilm met Bommel en Tom Poes. Het materiaal dat de studio hem liet zien vond hij niets. Dat moest beter en hij zou over enkele dagen terugkomen. Toen De Telegraaf echter meldde dat een zekere mister Howard een oplichter was die zijn hotel had verlaten zonder te betalen, blies Toonder de zaak af. Vervolgens zou in Nederlandse kranten een brief van Hughes zijn geplaatst, waarin hij uitlegde dat hij keurig had betaald met een cheque op zijn eigen naam. Van de Amerikaanse avonturen van Bommel en Tom Poes kwam echter niets meer. Bronnen voor deze anekdote zijn echter bijna niet te vinden, en in beschrijvingen van Howard Hughes leven komt oplichting, een valse naam, en een reis door Nederland of zelfs Europa niet voor. 
In het boek De Toonder Animatiefilms staat een andere en kortere versie: ze hadden contact met een Amerikaan, een naam wordt niet genoemd. Een medewerker die bekend was met de woonplaats van die Amerikaan merkte dat het adres in een achterbuurt was, vond dat verdacht, schakelde een privé-detective in, en die meldde dat de Amerikaan een oplichter was. Het is echter niet zo dat het helemaal niet doorging, want een aantal films waren al gereed, en een proefversie was al naar Amerika verstuurd. Ze kwamen alleen nooit allemaal in Amerika of waar dan ook. Het project werd onmiddellijk geannuleerd; de films werden nooit vertoond omdat Marten Toonder ze niet goed genoeg vond. Pas in 2012, toen hij het niet meer kon tegenhouden, verschenen ze op de dvd die bij het boek hoort.
Extra tegenstrijdigheid is dat Hughes een van de rijkste personen op aarde was, en dus geen huis of bedrijf in een achterbuurt had.
De films waren sterk aangepaste versies van bestaande verhalen, ook omdat ieder filmpje maar vijf minuten duurt. De verfilmde verhalen zijn: 
- The Magic hat, gebaseerd op De kniphoed
- The Weather crystal, gebaseerd op Het weerkristal
- The Wonder shoes, gebaseerd op De wonderschoenen
- The Bungle cure, gebaseerd op De Bommelkuur
- Vengeance valley, gebaseerd op De wraakgier
- The All purpose machine, gebaseerd op Het ding X13
- Little Faustus, gebaseerd op De leerling-tovenaar
- The Eastern treasure, gebaseerd op De achtgever
- Mr. Bubble's secret service[7]

## Stripverhalenseries
De door de Toonder Studio's geproduceerde stripverhalen waren onder andere:
- De avonturen van Tom Poes
- Kappie
- Panda
- Koning Hollewijn
- Aafje Anders
- Appie Kim
- Aram
- Arretje Nof
- Arman en Ilva
- Birre Beer
- Floris van Rozemondt
- Goeroe
- Holle Pinkel
- Horre, Harm en Hella
- Joris Valckenier
- Het dagboek van Marion
- Martin Evans
- Minter en Hinter
- Myra van Dijk
- Olle Kapoen
- Otto
- Puk en Poppedijn
- Student Tijloos

Onder Bommelsaga verstaat men de tekststrips met Tom Poes en Heer Bommel die gepubliceerd zijn als dagbladpublicaties. De Bommelsaga is verreweg de populairste serie van de studio's en voor een groot deel getekend en geschreven door Marten Toonder zelf, maar ook verschillende medewerkers van de Toonder Studio's hebben belangrijke bijdragen geleverd.

## Animatiefilms (selectie)
- Pierus in de contramine (1942)
- Tom Puss und das geheimnis der Grotte I en II (1944)
- Das Musikalische Auto (1944)
- In Holland staat een huis (1945)
- Tom Puss and the Haunted Castle (1948)
- The Magic Music (1948)
- Dreamland (1949)
- Plucky Panda’s penny (1949)
- The Legend of Loch Ness (1950)
- Theodora’s testament (1951)
- The Next chapter (1951)
- De Gouden Vis (1952)
- Moonglow (1954)
- Serie van 9 Bommel-cartoons voor de Amerikaanse markt (1959 en 1960)(dit zijn die films die pas in 2012 openbaar werden)
- Man en paard (1968)
- Je moet het zelf maar (w)eten (1973)
- Als je begrijpt wat ik bedoel (1983)
- Woodpecker from space (1984)
- Carmen en ik (1999)

## Striptekenaars
Marten Toonder heeft het auteursrecht, met name van Tom Poes en Olivier B. Bommel, altijd zorgvuldig voor zichzelf gereserveerd. Het studiomodel van Walt Disney was daarbij het voorbeeld. De scenario's en tekeningen konden bij de dagstrips niet allemaal van Marten Toonder zelf zijn, daarvoor was de werkdruk te hoog. Toch verscheen alles onder de naam van Marten Toonder. Het was gebruikelijk dat andere tekenaars de achtergronden tekenen, maar Marten Toonder werd verweten dat hij zijn tekenaars, die zorgden voor de bijzondere sfeer van de bommelstrips, nooit de eer van hun werk heeft gegund. Marten Toonder beweerde in een vraaggesprek met Sonja Barend dat hij alle tekeningen van de Bommelsaga zelf had gemaakt. Dat zette kwaad bloed bij de tekenaars.
Tekenaars bij de Toonder Studio's waren onder andere:
- Joop Du Buy
- Phiny Dick
- Frits Godhelp
- Jan van Haasteren
- Harry Hargreaves
- Fred Julsing
- Henk Kabos
- Richard Klokkers
- Ben van 't Klooster
- Hans G. Kresse
- Jan Kruis
- Wim Lensen
- Dick Matena
- Georges Mazure
- Børge Ring
- Gerrit Stapel
- Jan Steeman
- Gerard van Straaten
- Thé Tjong-Khing
- Marten Toonder
- Dick Vlottes
- Carol Voges
- Ben van Voorn
- Jan Wesseling
- Piet Wijn

## Schrijvers
Schrijvers en scenaristen bij de Toonder Studio's waren onder andere:
- Paul Biegel
- Andries Brandt
- Phiny Dick
- Dimitri Frenkel Frank
- Lo Hartog van Banda
- Anton Hildebrand
- Patty Klein
- Jan Gerhard Toonder
- Eiso Toonder
- Marten Toonder

## Animators
Animators bij de Toonder Studio's waren onder anderen:
- Jan Bouman
- Harrie Geelen
- Han van Gelder
- Bjorn Frank Jensen
- Henk Kabos
- Per Lygum
- Harold Mack
- Pieter Merkx
- Børge Ring
- Ben van Voorn